# Brighamia insignis
Espèce
Statut de conservation UICN

PEWD : Peut-être éteint à l'état sauvage
Le Palmier de Hawaii ou Palmier hawaiien (Brighamia insignis) (Alula en hawaïen) est une espèce de plante herbacée. Malgré sa forme et son nom, ce n'est pas un palmier, il appartient à la famille des campanulacées et endémique de Kauai dans l'archipel d'Hawaii. Le Palmier de Hawaii est considéré comme une espèce en danger de disparition.

## Taxonomie
Le nom correct complet (avec auteur) de ce taxon est Brighamia insignis A.Gray. C'est le botaniste américain Asa Gray qui lui a donné son nom mais c'est le français Jules Rémy qui l'a décrite vers 1850.
Ce taxon porte en français le nom vernaculaire ou normalisé suivant : palmier hawaïen. En hawaïen, cette plante porte le nom de Alula.

### Synonymie
Brighamia insignis a pour synonymes :
- Brighamia citrina var. napaliensis H.St.John
- Brighamia citrina var. napoliensis H.St.John
- Brighamia citrina (C.N.Forbes & Lydgate) H.St.John
- Brighamia insignis f. citrina C.N.Forbes & Lydgate

### Étymologie
Le nom de genre de cette plante doit son nom au botaniste, géologue et ethnologue américain William Tufts Brigham. Le nom spécifique d'insignis signifie « remarquable » et lui a été attribué pour rendre compte de la beauté de la plante.

## Description
Brighamia insignis est une plante ramifiée avec une tige succulente bulbeuse à la base et se rétrécissant vers le haut, se terminant en une rosette compacte de feuilles.
Les feuilles sont simples, ovoïdes, très légèrement dentées, charnues, lisses , brillantes et de couleur vert clair; la longueur varie de 12 à 30 cm et la largeur de 6 à 12 cmsoit d'environ 20 cm sur 10 cm,.
Les inflorescences forment de trois à huit fleurs jaunes et odorantes à la base des feuilles. Les pétales sont fondues dans un tube de 7 à 14 cm de long. Le fruit est une capsule de 13 à 19 mm de long, contenant de nombreuses graines d'environ 1 mm. Les fleurs s'ouvrent la nuit. Elles apparaissent en automne. Il en résulte un fruit se présentant sous forme d'une capsule ovoïde verte dont les graines sont de couleur blanche.
La tige est habituellement de 1–2 m de hauteur, mais peut atteindre 3 à 4 m. Elle contient du latex ; elle est verte et lisse puis en vieillissant devient grise avec de nombreuses cicatrices foliaires.

## Biologie
La pollinisation naturelle n'est possible que par des papillons ayant un proboscis adapté et suffisamment long (environ 13 cm). Or ces insectes semblent éteints sur Hawaï condamnant ainsi l'espèce et nécessitant la pollinisation manuelle.

## Répartition géographique et habitat
Il est originaire des îles d'Hawaï sur les îles de Kauai et Niihau. Brighamia insignis vit à partir de 480 m d'altitude dans les savanes mésiques et dans les forêts sèches qui reçoivent moins de 170 cm de précipitations annuelles. Il pousse également sur des corniches rocheuses avec peu de terre et les falaises escarpées de la mer à une altitude de 150 à 250 m.

## Statut de conservation
Cette espèce vivace est un membre d'un genre endémique d'Hawaï avec une seule autre espèce. Il est maintenant extrêmement rare dans son milieu naturel. Dans les années 1970, Steve Perlman a identifié une colonie d'environ 200 plantes sur l'île de Molokai. Le nombre d'individus de cette espèce n'a cessé ensuite de décroitre. En 1994, le United States Fish and Wildlife Service a signalé cinq populations d'un total de 45 à 65 spécimens.
La disparition de son seul pollinisateur, un papillon sphingidé, a rendu presque impossible la reproduction du palmier de Hawaii,, le vouant à une disparition probable. La plante est menacée aussi par les espèces invasives telles que les chèvres et par les éléments naturels comme l'ouragan Iniki de 1992 qui a fait disparaître la dernière colonie du sud-est de Kauai.
Toutefois, il est facilement disponible dans le commerce, à un prix abordable, grâce à la pollinisation artificielle; la rareté et l'originalité comme arguments de vente.

## Culture
Arrosage faible, vaporisation des feuilles, endroits lumineux sans exposition directe au soleil. La fécondation est assurée au pinceau.

### Parasites
Les tétranyques ou « araignées rouges » apprécient les feuilles tendres et vertes de Brighamia insignis, leurs morsures incessantes épuisent les feuilles les rendant rapidement jaunes. Il n'est pas nécessaire de traiter le plant malade, il suffit de nettoyer régulièrement les feuilles avec de l'eau.

## Galerie

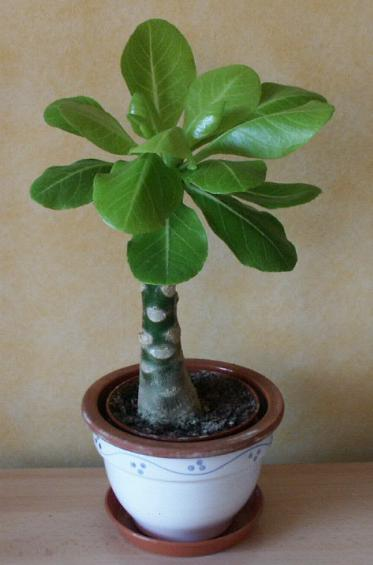
Spécimen en pot
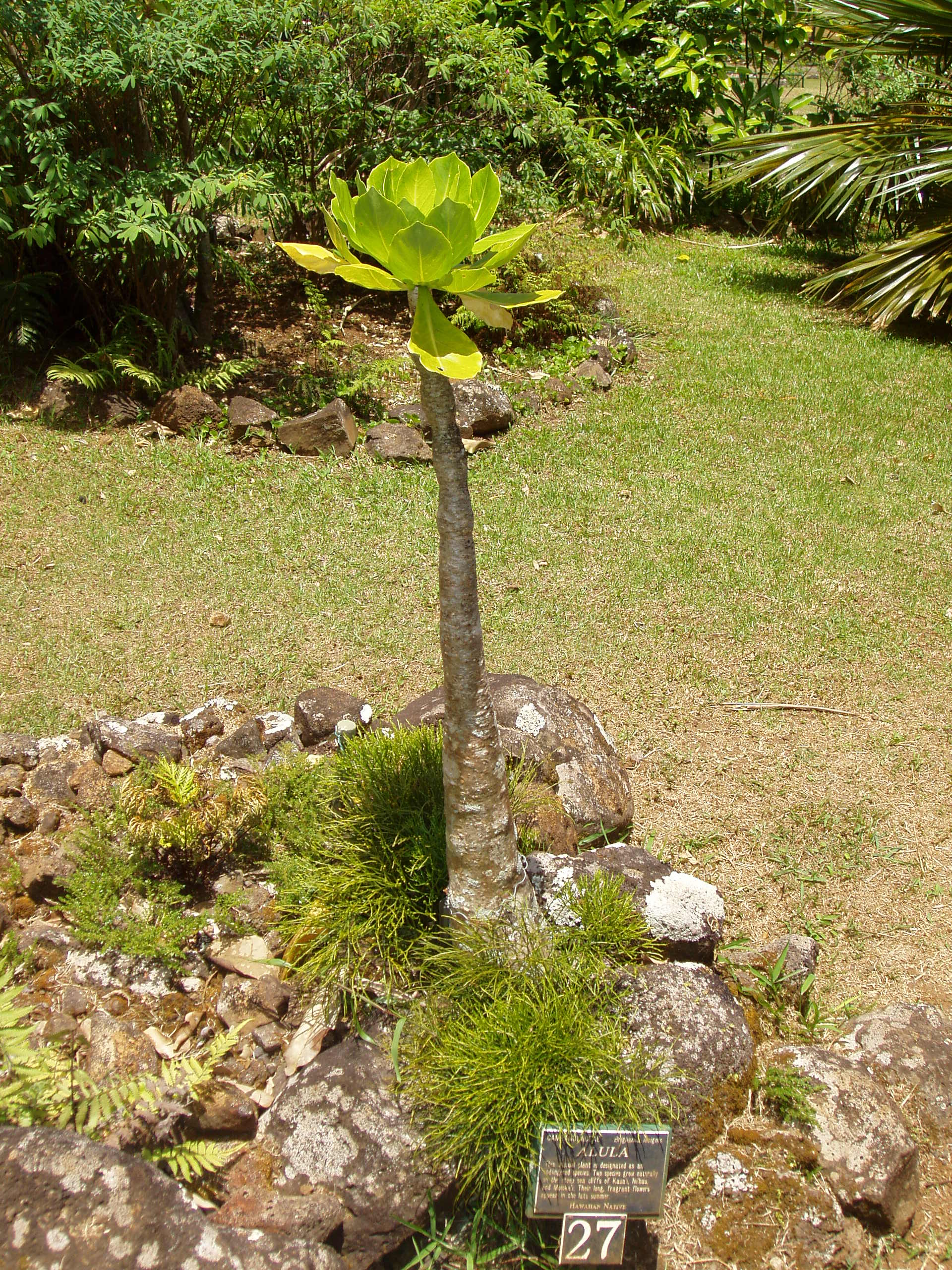
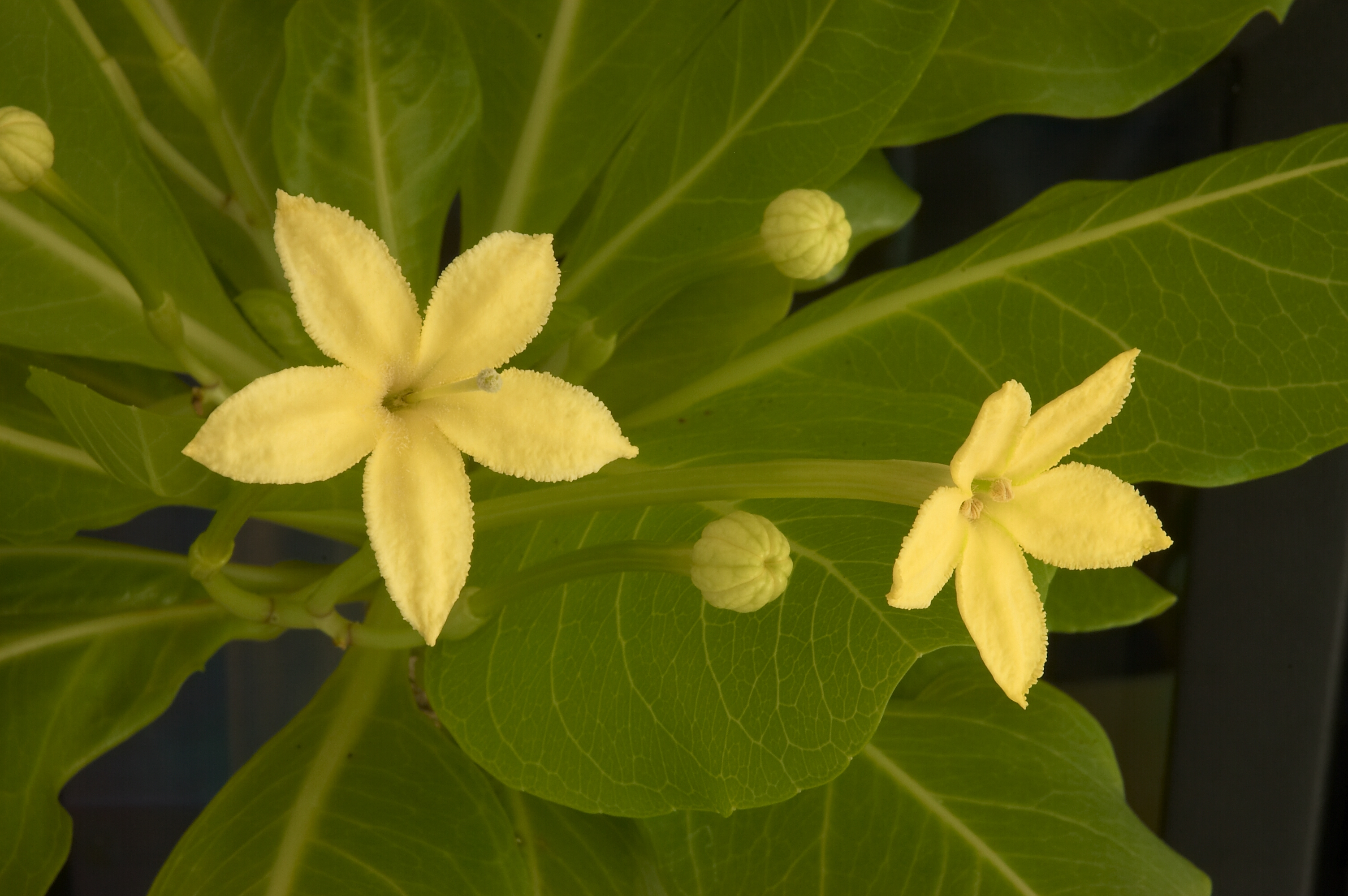
Fleurs
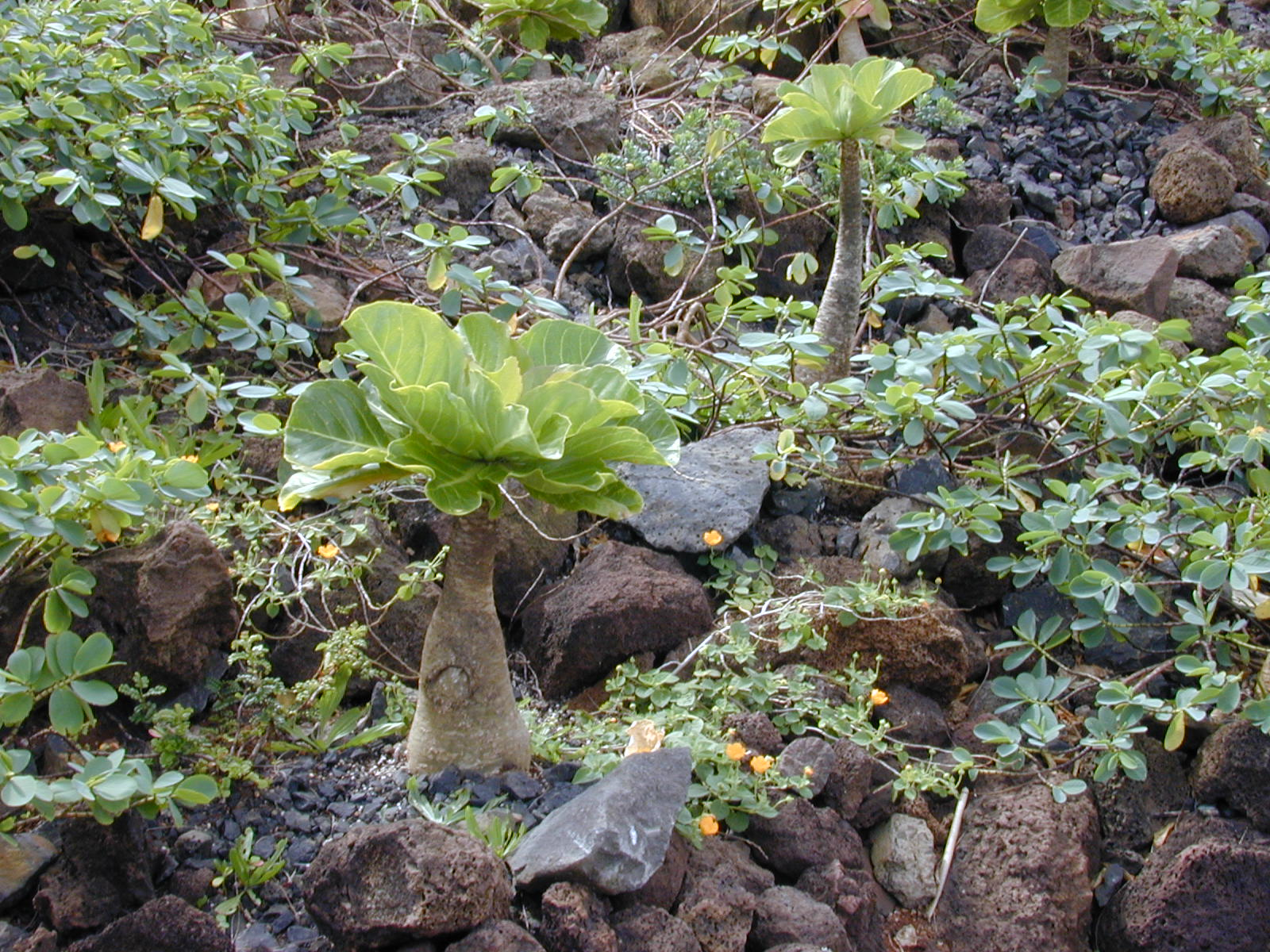
Spécimens dans leur milieu naturel.